# Борсек
Бо́рсек (рум. Borsec, венг. Borszék, нем. Bad Borsek) — город и курорт в Румынии, в жудеце Харгита.

## Общие сведения
Площадь города Борсек — 96 км². Численность населения — 2864 человека (на 2002 год). Плотность населения — 29 чел./км². Большинство населения составляют венгры-секлеры. Высота над уровнем моря — 900 м.

## География

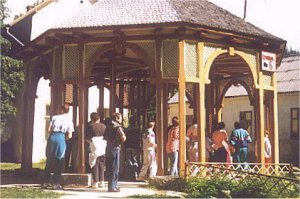
Источник в Борзеке

Борзек расположен на севере жудеца (уезда) Харгита, в исторической области Трансильвания, в горном районе Внешних Восточных Карпат, вблизи Калиманских гор, Чахлэу и Гургиу. Расстояние от Борсека до ближайшего города Топлица — 28 км, до Регина — 80 км, до Брашова — 180 км, до Ясс — 200 км, до Бухареста — 490 км.

## Климат
Климат умеренный континентальный с чертами горного. Зима умеренно мягкая; средняя температура января —6 °С. Лето умеренно прохладное; средняя температура июля 15 °С. Утром и вечером прохладно, но в течение дня тепло и солнечно. Продолжительная мягкая и очень красивая осень. Осадков свыше 700 мм в год, преимущественно летом. Характерны большое число солнечных дней, исключительно чистый горный воздух. Согласно последним исследованиям климатологов воздух в Борсеке самый чистый в Румынии. Горная цепь и хвойные леса, покрывающие горные склоны, защищают курорт от холодных ветров, способствуют очищению воздуха и насыщают его фитонцидами и отрицательными аэроионами.

## Население
78 % среди жителей Борсека составляют венгры, 21 % румыны и 0,5 % — цыгане. В религиозном отношении: 75,5 % населения — католики, 20 % — православные, 2,2 % — протестанты-реформаты.

## Курорт
Город знаменит в первую очередь как бальнеологический курорт, построенный на источниках целебных минеральных вод. Минеральная вода Борсека уже не одно столетие пользуется известностью и признанием в Европе, неоднократно получала высшие награды на международных конкурсах — в Вене (1873), Берлине (1876), Париже (1878). В 1806 году было налажено производство минеральных вод и в первый год разлито 3 млн литров целебной воды, которую поставляли во многие страны Европы.
Природные лечебные факторы: горный климат, углекислые воды, мофеты (выходы углекислого газа на поверхность земли), торфяная грязь. Для питьевого лечения используют углекислые хлоридно-сульфатно-гидрокарбонатные натриево-калиево-магниевые воды. На курорте применяют климатотерапию, грязелечение, углекислые ванны (в том числе «сухие» — в специальных кабинах над мофетами), купания в крытом бассейне с минеральной водой, физиотерапевтические процедуры и др.
Показания для лечения. Заболевания органов пищеварения и нарушения обмена веществ, сердечно-сосудистой, нервной и эндокринной систем, сопутствующие болезни почек, органов дыхания, кожи.

## Достопримечательности
Город и окрестные горы привлекают большое количество любителей зимних видов спорта, а также туристов — многочисленными горными пещерами. Поблизости расположены несколько старинных монастырей.
Из Борсека начинаются многие туристские маршруты, организуются экскурсии в монастыри Молдовы, в Пещеру медведей, Ледяную пещеру, подземный музей пещеры Прайд, Совату, центр керамики Корунд.